# Gnomidolon gracile
Gnomidolon gracile är en skalbaggsart som först beskrevs av Pierre Émile Gounelle 1909.  Gnomidolon gracile ingår i släktet Gnomidolon och familjen långhorningar. Inga underarter finns listade i Catalogue of Life.